# Пастушівська сільська рада
Пастушівська сільська́ ра́да — колишня адміністративно-територіальна одиниця та орган місцевого самоврядування в Чортківському районі Тернопільської області. Адміністративний центр — с. Пастуше.

## Загальні відомості
- Територія ради: 7,93 км²
- Населення ради: 405 осіб (станом на 2001 рік)

## Населені пункти
Сільській раді підпорядковані населені пункти:
- с. Пастуше

## Історія
Сільська рада утворена у вересні 1939 року.
19 лютого 2020 року увійшла до складу Чортківської міської громади.

## Географія
Пастушівська сільська рада межувала з Заводською селищною, Горішньовигнанською, Шманьківською, Швайківською сільськими радами — Чортківського району, та Гадинківською  сільською радою — Гусятинського району.

## Склад ради
Рада складається з 12 депутатів та голови.

### Голови ради
| Прізвище, ім'я, по батькові     | Основні відомості | Дата обрання | Дата звільнення |
| ------------------------------- | ----------------- | ------------ | --------------- |
| Ксенич Михайло Миколайович      | Сільський голова  | 1990         | 1994            |
| Ксенич Михайло Миколайович      | Сільський голова  | 1994         | 1998            |
| Ксенич Михайло Миколайович      | Сільський голова  | 1998         | 2002            |
| Яремовська Світлана Любомирівна | Сільський голова  | 2002         | 2006            |
| Яремовська Світлана Любомирівна | Сільський голова  | 26.03.2006   | 31.10.2010      |
| Бортняк Петро Іванович          | Сільський голова  | 31.10.2010   | 29.03.2013      |
| Салямон Володимир Миколайович   | Сільський голова  | 15.12.2013   | 25.10.2015      |
| Яремовська Світлана Любомирівна | Сільський голова  | 25.10.2015   | 19.02.2020      |

#### Секретарі ради
| Прізвище, ім'я, по батькові     | Основні відомості | Дата обрання | Дата звільнення |
| ------------------------------- | ----------------- | ------------ | --------------- |
| Яремовська Світлана Любомирівна | Секретар          | 1990         | 1994            |
| Яремовська Світлана Любомирівна | Секретар          | 1994         | 1998            |
| Васенко Надія Володимирівна     | Секретар          | 1998         | 2002            |
| Щипчик Надія Володимирівна      | Секретар          | 2002         | 2006            |
|                                 | Секретар          | 2006         | 2010            |
| Щипчик Надія Володимирівна      | Секретар          | 2010         | 2015            |
| Пущінська Надія Володимирівна   | Секретар          | 2015         | 2020            |

### Депутати

#### VII скликання
За результатами місцевих виборів 2015 року депутатами ради стали:
1. Лупійчук Наталія Петрівна
2. Ксенич Михайло Миколайович
3. Худоб’як Тетяна Петрівна
4. Троян Сергій Валерійович
5. Гайдук Надія Йосипівна
6. Задоровський Анатолій Степанович
7. Дацюк Василь Семенович
8. Пущінська Надія Володимирівна
9. Швандер Андрій Богданович
10. Єдинак Галина Василівна
11. Стухляк Андрій Володимирович
12. Грудзінська Ольга Володимирівна

За результатами місцевих виборів 2010 року депутатами ради стали:
1. Галайда Віктор Михайлович
2. Половчук Микола Йосипович
3. Файфер Михайло Степанович
4. Гайдук Надія Йосипівна
5. Єдинак Галина Василівна
6. Дригуш Андрій Миколайович
7. Дмитраш Ганна Антонівна
8. Щипчик Надія Володимирівна
9. Галай Лілія Володимирівна
10. Ксенич Михайло Миколайович
11. Срібний Василь Михайлович
12. Грудзінська Ольга Володимирівна

#### V скликання
За результатами місцевих виборів 2006 року депутатами ради стали:
1. Галайда Михайло Миколайович
2. Галай Лілія Володимирівна
3. Дмитраш Ганна Антонівна
4. Ксенин Михайло Миколайович
5. Кузяк Валентина Михайлівна
6. Кука Іван Богданович
7. Пиріжок Анатолій Володимирович
8. Салямон Володимир Миколайович
9. Срібний Василь Михайлович
10. Файфер Михайло Степанович
11. Щипчик Надія Володимирівна
12. Юрків Надія Романівна

#### IV скликання
За результатами місцевих виборів 2002 року депутатами ради стали:
1. Галайда Михайло Миколайович
2. Гайдук Надія Йосипівна
3. Кука Наталія Сергіївна
4. Кузяк Валентина Миколаївна
5. Файфер Михайло Степанович
6. Лупійчук Наталія Петрівна
7. Юрків Андрій Іванович
8. Щипчик Надія Володимирівна
9. Галай Лілія Володимирівна
10. Дмитраш Любов Романівна
11. Ксенич Михайло Миколайович
12. Салямон Світлана Орестівна
13. Яворський Антон Петрович
14. Гербут Іван Михайлович
15. Підгурська Марія Михайлівна

#### III скликання
За результатами місцевих виборів 1998 року депутатами ради стали:
1. Галайда Михайло Миколайович
2. Гайдук Надія Йосипівна
3. Сорока Ольга Євгенівна
4. Сороківський Станіслав Іванович
5. Файфер Михайло Степанович
6. Стасів Галина Ярославівна
7. Байбулатов Булат Шайхійович
8. Васенко Надія Володимирівна
9. Галай Лілія Володимирівна
10. Данилишин Михайло Григорович
11. Ксенич Михайло Миколайович
12. Шафран Богдан Тадейович
13. Яворський Антон Петрович
14. Сеник Володимир Ананійович
15. Підручний Володимир Річардович

#### II скликання
За результатами місцевих виборів 1994 року депутатами ради стали:
1. Галайда Михайло Миколайович
2. Гундертайло Данило Юрійович
3. Сороківський Станіслав Іванович
4. Файфер Михайло Степанович
5. Данилишин Михайло Григорович
6. Байдулатов Булат Шайхійович
7. Худоб′як Петро Михайлович
8. Шафран Богдан Тадейович
9. Дроздяк Василь Максимович
10. Івахів Зіновій Прокопович

#### I скликання
За результатами місцевих виборів 1990 року депутатами ради стали:
1. Бортняк Петро Іванович
2. Войціх Іван Степанович
3. Галайда Михайло Миколайович
4. Данилишин Михайло Григорович
5. Дригуш Андрій Миколайович
6. Івахів Зеновій Прокопович
7. Ксенич Михайло Миколайович
8. Піскор Іван Михайлович
9. Стасів Галина Ярославівна
10. Файфер Михайло Степанович
11. Хомишин Марія Михайлівна
12. Шафран Богдан Тадейович
13. Яремовська Світлана Любомирівна